# Witchfinder General (filme)
Witchfinder General (br O Caçador de Bruxas) é um filme britânico de drama e terror de 1968 dirigido por Michael Reeves. O roteiro é do diretor e Tom Baker baseado no livro de mesmo nome de Ronald Bassett. Com um orçamento pequeno de 100 mil libras, foi uma co-produção de Tigon British Film Productions e American International Pictures. A história é altamente fictícia sobre as façanhas de Matthew Hopkins, um advogado puritano do século XVII que se autoproclamava "General Combatente de Bruxas" nomeado pelo Parlamento durante a Guerra Civil Inglesa para descobrir e perseguir magos e bruxas. O filme foi renomeado para The Conqueror Worm nos Estados Unidos numa tentativa de associá-lo à série do ator protagonista Vincent Price com o diretor Roger Corman sobre adaptações de Edgar Allan Poe– na verdade a história não tem nada a ver com os contos de Poe, e apenas cita brevemente esse seu poema.
O diretor Reeves exibe muitas cenas de intensa tortura e violência que foram consideradas extremamente sádicas para época. Exibido durante a primavera e verão de 1968 na Inglaterra, seu conteúdo horrível causou desgosto em muitos críticos de cinema do país, mesmo tendo sido muito censurado pelo Gabinete de Censores Britânico. Nos Estados Unidos, sua exibição foi mantida virtualmente na íntegra e foi um sucesso de bilheteria, mas foi quase que totalmente ignorado pelos críticos.
Witchfinder General posteriormente se tornou um filme cult, o que foi parcialmente atribuído à morte prematura de Reeves em 1969 por overdose de drogas, quando ele contava com apenas 25 anos de idade e nove meses após o lançamento. Com o passar do tempo, muitos críticos proeminentes defenderam o filme: J. Hoberman, Danny Peary e Derek Malcolm, por exemplo. Em 2005, a revista Total Film classificou Witchfinder General como o décimo quinto maior filme de horror de todos os tempos.

## Elenco
- Vincent Price como Matthew Hopkins - O veterano ator não era a escolha de Michael Reeves para o papel. Esse é o 75º no geral e o 17º filme dele para a American International Pictures. Conhecido pelos exageros humorísticos nos filmes da AIP, sua atuação em Witchfinder, ao contrário, é sutil e extremamente séria. Foi um grande desafio para Price, devido as constantes discussões com Reeves que o deixava inseguro em relação ao que aquele diretor queria. Mesmo assim, Price acabou por sentir que "realizara uma de suas melhores interpretações".[7]
- Ian Ogilvy como Richard Marshall - Ele tinha sido amigo de Reeves desde a adolescência, e aparecera em muitos dos curta-metragens amadores do diretor. Também estrelara os dois filmes anteriores de Reeves: Revenge of the Blood Beast e The Sorcerers, e era a escolha natural para o papel do herói. Descrevendo sua relação com Reeves, Ogilvy registrou que "seu domínio dos aspectos técnicos era absoluto", mas acrescentou: "Mike nunca dirigia atores. Ele sempre dizia que não sabia nada sobre atuação, preferindo deixar isso para nós". Ogilvy gostou de trabalhar com Price, achando-o "muito engraçado" de um jeito um pouco afetado.[8]
- Hilary Dwyer como Sarah Lowes - Witchfinder foi a estreia de Dwyer no cinema. Com três anos de experiência em televisão, ela chamara a atenção de Tenser que a contratara para a Tigon. Ela achava que Reeves era "apenas maravilhoso ... Ele era realmente inspirador para trabalhar. E porque foi meu primeiro filme eu não sabia como dera sorte por isso". Aos 21 anos de idade, ela achou as cenas de amor e estupro "estressantes". Ela iria fazer mais filmes de horror para a AIP, a maioria deles novamente ao lado de  Price,antes de se aposentar no fim da década de 1970.[8]
- Rupert Davies como John Lowes - Aparecendo como o tio de Dwyer, Witchfinder foi apenas mais um dos muitos filmes de horror britânico de sua longeva carreira no cinema. Davies não gostou quando descobriu que as filmagens das cenas de tortura iriam incluir ratos vivos sobre o seu corpo. Reeves instruiu ele, dizendo: "Não se mova, Rupert! Não se mova! Espere até que um deles morda sua mandíbula e então mexa a cabeça um pouco".[8]
- Robert Russell como John Stearne. É o brutal assistente de Hopkins e certamente foi convincente no papel. Contudo, com o progresso das filmagens, Reeves achou a voz estridente do ator inadequada e após o término da produção todos os diálogos dele foram dublados por Jack Lynn (que aparecera num pequeno papel, como gerente da estalagem).[9]
- Patrick Wymark como Oliver Cromwell. Wymark recebeu um bom pagamento por  "um pequeno papel de um dia".[8]
- Nicky Henson como Cavaleiro Robert Swallow

OutrosNicky Henson como o cavaleiro Swallow, Wilfrid Brambell como Mestre Loach, Tony Selby como Salter, Bernard Kay como o pescador, Godfrey James como Webb, Michael Beint como Capitão Gordon, John Treneman como Harcourt, Bill Maxwell como Gifford, "Morris Jarr" (pseudônimo do compositor Paul Ferris) como Paul, Maggie Kimberly como Elizabeth, Peter Haigh como Magistrado de Lavenham, Hira Talfrey como Mulher enforcada, Anne Tirard como a Anciã, Peter Thomas como Ferreiro, Edward Palmer como jardineiro, David Webb como carcereiro, Lee Peters como Sargento, David Lyell como soldado da infantaria, Alf Joint como sentinela, Martin Terry como gerente da estalagem de Hoxne, Jack Lynn como gerente da estalagem de Brandeston, Beaufoy Milton como padre e Dennis Thorne como camponês.

## Sinopse
Em 1645, durante a Guerra Civil Inglesa, Matthew Hopkins é um oportunista caçador de bruxas, que toma vantagem da desordem social para impor um reinado particular de terror em East Anglia. Ele e o ajudante John Stearne vão de vilarejo em vilarejo conseguindo "confissões" forçadas ou forjadas de suspeitos de bruxaria, através de torturas e maus tratos diversos, e com isso reivindicando pagamentos dos magistrados locais.
Chegando em Brandeston, Hopkins e Stearne imediatamente são levados por alguns moradores à igreja local, sendo o padre dali, John Lowes, acusado de praticar rituais satânicos. O sacerdote é barbaramente torturado até que a sobrinha dele, Sara, ao oferecer favores sexuais a Hopkins, consiga que seja enviado temporariamente ao presídio local, antes de ser executado. Sara estava noiva do capitão Richard Marshall e quando ele sabe dos crimes de Hopkins e Stearne contra ela e o tio, jura persegui-los incansavelmente e matá-los assim que os encontrasse.

## Produção
A Tigon Productions era a proprietária dos direitos do romance de Ronald Bassett de 1966, Witchfinder General, cuja historia se baseia vagamente na figura histórica de Matthew Hopkins, um autoproclamado "caçador de bruxas" que declarava ter sido nomeado pelo Parlamento para processar e executar bruxos. Hopkins na verdade nunca teve um mandato oficial para caçar bruxas. Tony Tenser, o fundador e executivo-chefe da Tigon, tinha lido o livro de Bassett enquanto ainda estava a ser preparado para a publicação e comprou os direitos por impulso. Apesar de ter achado o romance uma "tediosa história popular", Tenser sentiu que (tradução livre) "tinha algum material, alguma amplitude ali para ser trabalhada; conseguiria um filme ali". Tenser propôs a ideia a Michael Reeves, que acabara de completar  The Sorcerers com Boris Karloff.

### Roteiro
Reeves providenciou um resumo da trama que Tenser aprovou com entusiasmo. Tenser imediatamente começou a disponibilizar um orçamento e pediu a Reeves que escrevesse rapidamente um roteiro, pressionando o diretor para que começasse a produção em setembro daquele ano para evitar a chegada do clima frio. Reeves chamou seu amigo de infância Tom Baker (que co-escrevera com ele The Sorcerers) para ajudá-lo com o roteiro. Reeves e Baker começaram a esboçar um roteiro tendo firmemente em mente Donald Pleasence como o protagonista. Contudo, a American International Pictures se envolveu na produção e insistiu que o astro fosse Vincent Price. Com a abrupta mudança do protagonista, Reeves e Baker tiveram que repensar o conceito original de apresentar Hopkins como um  "ineficiente e inadequado ... uma ridícula figura de autoridade", que eles acreditavam que Pleasence interpretaria com perfeição. Eles sabiam que o alto e impositivo Price, com seu longo histórico de papeis em filmes de terror, seria mais um vilão comum, e fizeram mudanças no roteiro.
Como era exigido das produções de cinema pelas leis da Grã-Bretanha, o primeiro esboço completo do roteiro deveria ser apresentado por Tenser ao Gabinete da Censura de Cinema (BBFC) em 4 de agosto para que fosse determinada qualquer possibilidade de censura antecipadamente. No mesmo dia, um relatório preliminar elaborado por um examinador do BBFC, que, anotando que Tenser era um "macaco", referiu-se ao roteiro como uma  "perfeita bestialidade" e "macabro". O roteiro voltou a Tenser poucos dias depois, acompanhado de um relatório mais detalhado feito pelo mesmo examinador, que dessa vez o descreveu como "um estudo de sadismo em que todos os detalhes de crueldade e sofrimento são exibidos;... um filme que pelo roteiro teria inúmeros problemas com a censura". Após um segundo esboço, a reação do BBFC foi a mesma. Voltou a Tenser com uma lista do que poderia reduzir as ofensas do filme.
Reeves e Baker completaram um terceiro e final esboço que "enfraqueceu substancialmente" o conteúdo em relação aos das tentativas anteriores. Essa versão do roteiro, filmado com poucas revisões durante a produção, desaparecera com muitos dos momentos de violência explícita descritos nos primeiros esboços: os espasmos da morte da vítima de enforcamento na cena de pré-créditos, Lowes sendo perfurado quinze vezes com um ferro pontiagudo, e uma vítima de um atirador dando cambalhotas no ar até se chocar com uma árvore. Uma sequência da  Batalha de Naseby era para ser filmada, quando seria mostrada a cabeça de um soldado ser decepada. De mais significativo, consta que o final do filme foi totalmente alterado. No escrito original, Stearne chega a um acampamento cigano e tenta estuprar uma das mulheres, que reage e fura os olhos do vilão com os polegares, cegando-o. Os ciganos depois o matam. Marshall chega e convence os ciganos a ajudá-lo a emboscar Hopkins. Hopkins é violentamente espancando por Marshall, que força uma "confissão" do homem ensaguentado. Marshall afoga parcialmente Hopkins (que teria os polegares amarrados junto aos pés), e finalmente, lhe enforca. Tenser já havia expressado preocupação com a sequência da Batalha de Naseby bem como com o final com os ciganos, anotando que teria que contratar um número considerável de figurantes. Ele perguntou a Reeves e Baker se podiam remover a sequência da batalha e simplificarem o final.

### Filmagens
A produção começou em 18 de setembro de 1967 com um orçamento de 83 mil libras. 32 mil foram providenciados pela AIP, com 12 mil libras para Price para despesas e pagamento, e 20 mil libras para os custos da produção. Philip Waddilove, um ex-locutor de rádio da BBC e produtor de discos, contribuiu com 5 mil libras em troca da arrecadação de produtor associado. Apesar da produção ter o maior orçamento da história da Tigon, para AIP representava um relativamente pequeno gasto de dinheiro. Os executivos Samuel Z. Arkoff e James H. Nicholson não esperavam que apresentasse boa qualidade e queriam apenas economizarem impostos.
Para os cenários interiores foram usados dois hangares de aviões modificados, nas proximidades de Bury St. Edmunds em Suffolk, alugados por mil e quinhentas libras; isto resultou que a maior parte dos diálogos tivesse que ser regravada posteriormente, pois os telhados de zinco causavam ecos. As locações foram na região da Costa de Dunwich (para a cena com o pescador) e em Langley Park (para quando Stearne escapa da perseguição). Os planos cenográficos da emboscada após os créditos iniciais foram em Black Park ao sudeste de Buckinghamshire, local frequentemente utilizado pela Hammer Film Productions. A Praça Lavenham (em Lavenham, Suffolk), local da cena da fogueira, foi a verdadeira Praça do Mercado de Lavenham; a equipe técnica retirou antenas de TV e fios de telefone e Waddilove alugou por 10 libras uma plataforma elevatória de uma companhia local pois não podiam adquirir uma grua. As tomadas do campo nas cenas de cavalgadas foram na área da Batalha de Stanford próxima de Thetford, Norfolk — o produtor, por intermédio de contatos com o governo, foi capaz de alugar partes da área. A igreja que aparece no filme é a de São João Evangelista em Rushford, Norfolk. O fosso do afogamento e cenas de enforcamento foram realizadas em Kentwell Hall, Long Melford. O clímax do filme foi realizado no Castelo Orford, no litoral da East Anglia, propriedade de um herdeiro aristocrata. As filmagens terminaram como programado, em 13 de novembro de 1967.
A produção foi relativamente de rotina, exceto pelo antagonismo entre Reeves e Price. O diretor Reeves nunca escondeu de qualquer um da produção que não escolhera o ator norte-americano para o papel. Reeves recusou-se a encontrar Price na chegada dele no Aeroporto Heathrow de Londres, uma "afronta deliberadamente calculada para ofender a Price e a AIP". "Leve-me ao seu jovem gênio maldito", teria dito Price ao co-produtor Philip Waddilove, que substituíra Reeves no aeroporto. Quando Price foi à locação e encontrou Reeves pela primeira vez, o diretor contou ao ator que "Eu não queria você, e ainda não quero, mas estou atado a você!".
De acordo com Kim Newman em seu livro, Nightmare Movies, quando Reeves fazia uma sugestão no set, Price o contrariava e falava para o diretor: "Eu fiz 87  [sic] filmes. O que você fez?". E Reeves respondia: "Eu fiz três bons". "Reeves me odiava", mais tarde relembrou Price. "Ele não me queria para o papel. Eu não gostava dele também. Foi uma das primeiras vezes na minha vida que estava num filme no qual o diretor e eu apenas brigamos".
Price sentiu que todos os atores no set tinham dificuldades com o diretor, explicando: "Michael Reeves não conseguia se comunicar com os atores. Ele me parou e disse: 'Não mova sua cabeça como aquilo' e eu dizia 'Aquilo o quê? O que quer dizer?' Ele dizia: 'Eis — você está fazendo novamente. Não faça isso". Price supostamente ficou tão chateado com Reeves que se recusou a assistir as cenas filmadas.
Em uma encenação, Reeves precisava que Price atirasse com a arma que carregava entre as orelhas do cavalo que cavalgava. Price percebeu que o diretor tinha ordenado que uma munição verdadeira fosse usada para que a fumaça ficasse visível e imediatamente reclamou: "O quê? Você quer que dispare essa arma entre as orelhas desse desgraçado? Como acha que vai reagir?". Mas Reeves insistiu e quando houve o disparo, o cavalo empinou e derrubou Price. O ator não se feriu mas ficou bastante irritado com o incidente.
No último dia das filmagens, Price chegou ao set visivelmente embriagado. Reeves reclamou com Waddilove:"Ele ousou chegar embriagado em meu set! Eu vou matar o bastardo". Waddilove mais tarde descobriu que Reeves planejara se vingar dolorosamente do ator. Durante os preparativos para a violenta cena de morte de Price, o diretor instruíra Ogilvy a "bater de verdade em Vincent" com o machado. Quando a cena foi filmada, Ogilvy deu golpes verdadeiros, mas Waddilove já tinha preparado enchimentos de espuma dentro da roupa de Price, protegendo o ator de qualquer lesão.
Apesar da tensão entre os dois homens durante a produção, quando Price assistiu ao filme no ano seguinte, admitiu que finalmente entendera Reeves e escreveu ao jovem diretor uma carta de dez páginas elogiando o trabalho. Reeves respondeu: "Eu sabia que você acharia isso". Anos após a morte de Reeves, Price disse: "... Eu percebi que ele era um provocador, muito descontraído, desafiava a atuação. Ele entendia, mas eu lutava com ele quase o tempo todo. Se eu soubesse o que ele buscava, teria cooperado".
Além da relação problemática com Price, Reeves teve que lidar com os problemas da produção durante as filmagens. No primeiro dia, Price foi atirado de seu cavalo e levado ao hotel para se recuperar. Voltou no dia seguinte; ao fim da produção, uma greve dos técnicos britânicos foi organizada por causa da produtora não ter contratado gente suficiente, contrariando as regras do sindicato da categoria. Depois que um homem a mais foi contratado, a equipe voltou ao trabalho. Em duas ocasiões, Reeves não tinha atores. Waddilove substituiu um ator ausente que faria um oficial da Cavalaria durante as filmagens de um dia de Wymark. A esposa de Waddilove, Susi, interpretou uma das mulheres enjauladas durante a sequência da fogueira.
O violento clímax do filme foi editado no formato atual após um problema de continuidade. No roteiro, o soldado interpretado por Nicky Henson deveria atirar tanto em Price como em Ogilvy. Contudo, o ator tinha uma pistola de tiro único, que tinha sido mostrada na cena anterior, e só poderia atirar em uma única pessoa. Quando o erro foi descoberto, Reeves imediatamente falou para o ator: "Tudo bem, atire apenas em Vincent e eu pedirei a Ian para gritar enlouquecendo e congelo a imagem de Hilary Dwyer gritando".
Muitas cenas de nudez foram filmadas durante a produção. Ambientadas num pub e envolvendo frequentadores locais, as sequências foram justificadas para serem incluídas exclusivamente na versão alemã. Reeves recusou-se a realizar essas tomadas que foram completadas pela equipe após a versão "normal" ter sido encenada, com Tenser atuando como diretor. De acordo com Waddilove, Louis M. "Deke" Heywood apareceu na locação apenas para assegurar que as cenas adicionais tinham sido realizadas. Nos créditos consta: "Cenas adicionais de Louis M Heywood". De acordo com Ogilvy, isso causou uma piada de Reeves, que disse que "cenas adicionais" significavam "uma intromissão de um produtor colocando seu remo para bagunçar o que o diretor tinha feito". Nenhuma dessas cenas foram aproveitadas nas versões dos Estados Unidos e Grã-Bretanha, mas foram incluídas nas versões para vídeo da década de 1980 lançadas pela HBO Home Video.

### Censura
Na época, Witchfinder General foi considerado como um filme experimental extremamente sádico. O censor britânico John Trevelyan tinha declarado ser um primo distante de Michael Reeves e aceitou as boas intenções do diretor quando ele explicou porque sentira ser necessária a violência do filme. Trevelyan contudo afirmou: "O filme dá a impressão de explorar a violência e, em particular, sadismo, por razões comerciais". Consequentemente, foram cortadas muitas partes pelos censores britânicos. Cerca de dois minutos completos que foram descritos como "excessos de brutalidade sádica" foram removidos. Reeves concordou de início em retirar algumas partes menores ele mesmo, mas quando aumentaram os pedidos ele recusou terminantemente a tomar parte de qualquer edição posterior.
Trevelyan declarou que Reeves mais tarde escreveu-lhe uma carta admitindo que os cortes não foram tão prejudiciais como ele esperava. Nenhuma cópia da mesma apareceu, e, baseado em outros comentários do diretor sobre os cortes, que teriam "arruinado o filme", o biógrafo Benjamin Halligan acreditou que Trevelyan tivesse se enganado e confundido a carta com um pedido anterior de clemência feito ao BBFC.

## Recepção
Mesmo a versão truncada foi recebida com considerável controvérsia pelos críticos britânicos. Dilys Powell do The Sunday Times se queixou:"... século XVII, enforcamento, fogueiras, estupro, gritos e Vincent Price como prêmio da tortura exagerada da Inglaterra. Curiosamente nauseante ". The Guardian sentiu que o filme estava repleto de "sadismo gratuito". Margaret Hinxman do The Sunday Telegraph o rebaixou como uma "extravagância sádica". Apesar disso, muitos críticos sentiram que o filme era elogiável. John Russell Taylor do Times Saturday Review de Londres escreveu:"... é completamente feliz e deliberadamente um filme de horror: isto é, ele não tem pretensões de ser qualquer coisa a mais ... Há muito que Michael Reeves poderia ganhar uma importante reputação se ele lidasse com algo mais pretensioso, mas não muito mais sério ... O Senhor Reeves não é mais uma promessa. Ele realmente conseguiu conquistas: não com bons filmes de horror, mas com bons filmes". Films and Filming registrou: "Witchfinder General não traz uma mensagem explicita, mas fala algo sobre o desespero e diz isto com força. É um filme muito assustador ... Matthew Hopkins é a melhor interpretação recente de Price. Witchfinder General enfaticamente não é um filme de horror; contudo,é muito horripilante ..." Monthly Film Bulletin observou: "Não desde Peeping Tom que um filme desperta tal clamor sobre maldade e violência gratuita como esse ... o tom do filme é estranhamente silencioso, com tortura e morte em abundância, mas tratados com naturalidade e sem estresse ... Ao longo de todo o filme existe um vívido senso de um tempo fora do comum, que chega com um grupo de soldados dispersos que lutam em escaramuças contra atacantes invisíveis na floresta ou caem cansados esperando a batalha começar, e a partir dos crimes sangrentos cometidos em nome da religião por Matthew Hopkins".
O dramaturgo Alan Bennett ficou particularmente chocado com Witchfinder. Em sua coluna regular na  Revista The Listener, publicada oito dias após o lançamento, Bennett explicou como ele sentia que filmes de horror deveriam sempre ser "pontuados por risadas histéricas" e atacou como sendo o filme sem graça de Reeves dizendo ser o "de mais persistente sadismo e moralmente podre filme que havia sido feito. ´É uma experiência degradante que me fez sentir sujo". Apesar de Reeves ter ficado furioso, sua resposta indicou que a reação de Bennett era uma prova de que sua decisão de incluir extrema violência era a abordagem correta do material. Em carta publicada na The Listener, Reeves anotou: "Certamente a coisa mais imoral de qualquer forma de entretenimento é condicionar a audiência para aceitar e apreciar a violência ... Violência é horrível, degradante e sórdida. Na medida em que se vai mostrá-la na tela, deve ser apresentada como tal – e quanto mais pessoas chocar com o reconhecimento enojado desses fatos, tanto melhor. Eu gostaria de ter testemunhado o senhor Bennett tentando lavar freneticamente a sujeira que meu filme lhe deu. Seria a prova de que Witchfinder General funciona como esperado".
Os chefes da AIP Arkoff e Nicholson ajudaram a financiar o filme como uma redução de impostos, mas quando o assistiram completo ficaram impressionados com a qualidade. Nicholson falou para Louis Heyward: "Isto é um dos melhores que obtivemos da Inglaterra. Todo mundo acha que é a melhor produção da série sobre Poe dos últimos anos". Arkoff anotou que "Michael Reeves expôs alguns elementos de Vincent que não tinham sido vistos em muito tempo. O ator estava mais selvagem no filme. Michael realmente mostrou as entranhas dele. Eu fiquei surpreso sobre o quão aterrorizador Vincent era ... Eu não esperava isso".
Nos Estados Unidos, não houve qualquer censura e a exibição ficou virtualmente intacta. Contudo, numa tentativa de associar o filme à série de Roger Corman sobre Edgar Allan Poe, o título foi mudado para The Conqueror Worm. Breves narrações (por Price) do poema daquele escritor foram incluídas no prólogo e epílogo  para justificar a mudança. Como Danny Peary anotou em seu livro Cult Movies, o filme ficou indiferente aos críticos quando do lançamento norte-americano: "Os poucos parceiros comerciais que o viram trataram-lhe apenas como mais um exemplar da AIP da série sobre Edgar Allan Poe ... e deram notícias tão sombrias que as reservas futuras ficaram escassas". Hollywood Citizen News foi apelativo: "Uma vergonha para produtores e roteiristas e uma nota triste na arte cinematográfica ... um filme de brutal bestialidade e sadismo orgiástico, é preciso saber como conseguiu ser lançado nesse país". O jornal comercial Box Office anotou que: "Fãs dos filmes de horror ficarão felizes em saber da volta de Vincent Price em outra interpretação para sua galeria de arqui-demônios ... banhado no maior sangue revira-estômago que se possa imaginar ...". A Revista Variety opinou: "Dwyer deu mostras de talento para atuar, mas ela e todos os principais atores foram prejudicados pelo roteiro fraco e direção comum de Michael Reeves". Apesar do apoio da crítica, o filme foi um sucesso moderado, arrecadando um milhão e meio de dólares para a AIP de acordo com a revista Cinefantastique. Na biografia de Reeves, Benjamin Halligan declarou que a arrecadação foi de 10 milhões de dólares nos Estados Unidos.
Nos Estados Unidos, não houve qualquer censura e a exibição ficou virtualmente intacta. Contudo, numa tentativa de associar o filme à série de Roger Corman sobre Edgar Allan Poe, o título foi mudado para The Conqueror Worm. Breves narrações (por Price) do poema daquele escritor foram incluídas no prólogo e epílogo  para justificar a mudança. Como Danny Peary anotou em seu livro Cult Movies, o filme ficou indiferente aos críticos quando do lançamento norte-americano: "Os poucos parceiros comerciais que o viram trataram-lhe apenas como mais um exemplar da AIP da série sobre Edgar Allan Poe ... e deram notícias tão sombrias que as reservas futuras ficaram escassas". Hollywood Citizen News foi apelativo: "Uma vergonha para produtores e roteiristas e uma nota triste na arte cinematográfica ... um filme de brutal bestialidade e sadismo orgiástico, é preciso saber como conseguiu ser lançado nesse país". O jornal comercial Box Office anotou que: "Fãs dos filmes de horror ficarão felizes em saber da volta de Vincent Price em outra interpretação para sua galeria de arqui-demônios ... banhado no maior sangue revira-estômago que se possa imaginar ...". A Revista Variety opinou: "Dwyer deu mostras de talento para atuar, mas ela e todos os principais atores foram prejudicados pelo roteiro fraco e direção comum de Michael Reeves". Apesar do apoio da crítica, o filme foi um sucesso moderado, arrecadando um milhão e meio de dólares para a AIP de acordo com a revista Cinefantastique. Na biografia de Reeves, Benjamin Halligan declarou que a arrecadação foi de 10 milhões de dólares nos Estados Unidos.
A mudança de título feita pela AIP causou brigas em Hong Kong. Um grupo de marinheiros britânicos viu o filme na base com o título original e uma semana mais tarde assistiram novamente no cinema local, com o título mudado. Eles imediatamente protestaram pedindo o dinheiro de volta mas o gerente recusou, motivando quebra-quebra com pipocas sendo jogadas na tela e a "quase destruição do cinema". O gerente mudou de ideia e devolveu o dinheiro aos marinheiros, mas enviou a conta dos danos para a AIP.
Bem depois do lançamento na primavera de 1968, vários críticos começaram a defender o filme, tanto nos Estados Unidos como na Inglaterra. David Pirie, que escreveu muito e entusiasticamente sobre a produção em seu livro de 1973 A Heritage of Horror, reviu o filme em 1971 para Time Out e comentou: "... um dos mais pessoais e maduros na história do cinema britânico ... As atuações foram em geral excelentes, e nenhum filme antes ou depois usou o interior da Bretanha do mesmo jeito". Danny Peary anotou: "The Conqueror Worm é um filme atraente de muitas maneiras, mas provavelmente a maior contribuição de Reeves foi ele ter sido hábil em manter um extraordinário momento, no fim do filme e no começo, com uma mulher (no caso Sara) gritando". Em 2000, Derek Malcolm incluiu Witchfinder General como parte de sua série The Century of Films, uma lista do que considerava serem os mais "artísticos ou culturalmente importantes" filmes do Século XX. Malcolm afirmou que "é um dos mais assistíveis compulsivamente dos que foram produzidos na Grã-Bretanha" e "transcende o gênero com o enorme brio de sua realização". Em 2005, J. Hoberman de Village Voice afirmou que "... tinha sido um longo item de cult – em parte pela morte do talentoso diretor de 25 anos de idade, Michael Reeves, por overdose de drogas antes  [sic] do filme ser lançado, mas principalmente pela extraordinária história sombria de um político maldoso ... Reeves filmou em locações e o filme teve uma robusta qualidade outonal perfeitamente compatível com o desempenho maduro de Price ... permanece contemporâneo, e ainda assustador, na evocação do Puritanismo cínico que engana as massas".
No livro de 2007,Madness Unchained: A Reading of Virgil's 'Aeneid, Lee Fratantuono descreve Witchfinder General como uma moderna releitura dos principais temas de Virgílio no épico Eneida, e a imagem central da natureza implacável da fúria e loucura e os respectivos poderes para corromper heróis essencialmente bons. Fratantuono escreveu que no filme Reeves "conseguiu capturar exatamente o ponto do grande épico de Virgílio da loucura e sua conclusão horripilante".

## Influências
O escritor Mark Thomas McGee anotou que Witchfinder General "foi um negócio fantástico e impulsionou uma segunda onda dos filmes de Edgar Allan Poe" produzidos pela American International Pictures, incluindo The Oblong Box de Gordon Hessler estrelado por Price (originalmente previsto para ser dirigido por Reeves) e Murders in the Rue Morgue (1971). Cry of The Banshee (1970) de Hessler, que reúne os protagonistas de Witchfinder Price e Hilary Dwyer, é também vagamente associado com Poe nos anúncios ("Edgar Allan Poe Probes New Depths of Terror!" ou "Edgar Allan Poe sonda novas profundezas do terror!"); foi desqualificado por Allmovie como "um menor Witchfinder General". Essa nova "série" de Poe teve vida curta e acabou efetivamente em 1971.
De acordo com Louis Heyward da API, Witchfinder General "foi muito bem sucedido na Alemanha—o maior dos filmes de violência—e começou uma onda". Filmes parecidos foram financiados ou parcialmente financiados pelos produtores alemães e incluem Mark of the Devil (1970), com Herbert Lom e Udo Kier, El juez sangriento (1970), de Jesus Franco com Christopher Lee e Hexen geschändet und zu Tode gequält (1973), lançado nos Estados Unidos anos mais tarde em vídeo como Mark of the Devil Part II.
The Blood on Satan's Claw (1971) da Tigon foi produzido como "um sucessor, em espírito senão na história" de Witchfinder General, e emprestando de Reeves "o comumente tranquilo campo inglês como um local de terror". Mark Gatiss referiu-se ao filme como um primeiro exemplo de um subgênero de vida curta chamado "horror bucólico", agrupando-o com Satan's Claw e The Wicker Man.
Alguns críticos acharam que o filme de Ken Russell The Devils (1971) foi influenciado pelo sucesso comercial da película de Reeves, com um escritor chamando o filme de Russell "o ápice dos filmes sobre a perseguição 'histórica' de bruxas começado com Witchfinder General". Contudo, Russell disse que odiou o filme de Reeves, descrevendo-o como "um dos piores filmes que eu vi e certamente o mais nauseante".
O filme teve uma pequena influência na música heavy metal. Em 1980, inspirou uma banda que chamou a si mesma de Witchfinder General. O grupo acabou em 1983. Outra banda metal, Cathedral, lançou em 1996 um EP com o título Hopkins (The Witchfinder General), estrelando uma canção com o mesmo nome. A música apareceu no álbum deles The Carnival Bizarre e o vídeo e DVD do Reino Unido do filme a incluiu como um extra. E Electric Wizard teve uma canção em álbum de 2000 Dopethrone chamada "I, The Witchfinder", com versos indicando que tinham sido inspirados por Mark of the Devil.
O filme foi a inspiração para a peça radiofônica da BBC Radio 4 chamada Vincent Price and The Horror of The English Blood Beast de Matthew Broughton, que foi ao ar pela primeira vez em março de 2010.

## Acurácia histórica
Enquanto alguns críticos elogiaram o filme por sua ostensiva "acurácia histórica" outros questionaram fortemente a aderência aos fatos históricos. Dr. Malcolm Gaskill, camarada e ex-diretor de estudos da Faculdade Churchill em Cambridge, autor de Witchfinders: A 17th-Century English Tragedy criticou o filme no site do  Channel 4 de História, chamando-o de "uma paródia da verdade histórica" acrescentando que "existe muito a ser dito em favor de Witchfinder General– mas como filme, não como história". Baseado puramente no nível de precisão histórica, Gaskill deu ao filme um total de "3 estrelas" numa escala de 0–10.
Gaskill teve muitas queixas em relação as "distorções e voos fantasiosos". Enquanto Hopkins e seu assistente John Stearne realmente praticavam torturas, tentaram e enforcaram John Lowes, o vigário de Brandeston, Gaskill anota que outras premissas da narrativa são "quase completamente fictícias". No filme, o personagem fictício de  Richard Marshall persegue inexoravelmente Hopkins até a morte, mas na realidade os "nobres, magistrados e clérigo, que souberam dele na imprensa e na lei" estavam a perseguir Hopkins pela sua (breve) carreira de assassino, pois ele nunca foi legalmente sancionado para agir como caçador de bruxas. E Hopkins não morreu a golpes de machado, ele "agonizou e morreu de tuberculose em seu lar em Essex em 1647". Vincent Price tinha 56 anos de idade quando interpretou o personagem, mas "o verdadeiro Hopkins contava com seus 20 anos". De acordo com Gaskill, um dos "mais marcantes erros é a total omissão dos julgamentos nos tribunais: bruxas eram simplesmente torturadas, e daí enforcadas na árvore mais próxima".

## Versões em vídeos
Questões sobre direitos musicais atrasaram uma versão completa de Witchfinder General em lançamentos em videotape, laserdisc ou DVD por muitos anos. Apesar de cópias de cinema sem censura terem sido mostradas nos Estados Unidos há tempos, os lançamentos em vídeo foram repetidamente comprometidos.
Em 2001, um DVD foi lançado no Reino Unido pela Metrodome consistindo em duas versões, a completa "Corte do Diretor" incluindo os dois minutos de violência anteriormente censurados, e a apelidada "Versão para Exportação", também com a violência intacta mas incluindo breves tomadas de nudez em algumas sequências. Em ambas as versões, os dois minutos de violência tiveram que ser copiados de uma "fonte em VHS granulado". Alguns críticos reclamaram que assistir ao filme dessa maneira era uma experiência visual "chocante" ou que causava "distração". Adicionalmente, a trilha sonora incluida nas cenas de nudez tinha "repetição de breves trechos de áudio devido a sincronização ser prejudicada pela inserção de filmagem anteriormente cortadas".
Nos Estados Unidos, enquanto a censura nunca foi um fator, o filme experimentou numerosos atrasos para o lançamento em vídeo em sua forma original primitiva. Quando Orion Pictures comprou os direitos de muitas das produções da AIP na década de 1980, eles foram incapazes de adquirirem os direitos das músicas de algumas das trilha sonoras, e adicionaram músicas do compositor Kendall Schmidt. Witchfinder General foi um desses títulos problemáticos. Por anos, a aclamada trilha orquestrada de Paul Ferris não pode ser apreciada nos Estados Unidos pelos lançamentos em vídeos, ao contrário das exibições para o cinema e televisão. O videotape da HBO lançado ao término da década de 1980 utilizou a versão da Orion, que também trazia a inclusão das cenas de nudez. Tim Lucas notou que as músicas faladas desse adicional "picante" "não correspondem corretamente".
Em 2005, o escritor Steve Biodrowski reportou que uma "versão definitiva" do filme tinha sido restaurada e seria lançada nos Estados Unidos em DVD da MGM-UA em agosto daquele ano, como parte da série "Midnite Movies". Após a Sony adquirir os direitos do acervo cinematográfico da MGM, James Owsley (Diretor de Restaurações da MGM) avisou Philip Waddilove (um dos produtores de Witchfinder General') que a data do lançamento em DVD tinha sido adiada para outubro de 2006. Numa entrevista em agosto de 2005, Waddilove revelou que a Sony tinha "pouco interesse" no filme e não fez qualquer anúncio oficial sobre lançamento em DVD. Waddilove notou que "a direção da Sony não deu luz verde para DVDs de qualquer coisa de mais de dez anos!". Contudo, o filme acabou por ser lançado com o selo de Midnite Movies em 11 de setembro de 2007 pela 20th Century Fox Home Entertainment. Esse lançamento inclui a completa versão sem cortes com a trilha sonora de Ferris intacta. A narração de abertura e encerramento de Price tomada da versão da AIP Conqueror Worm, bem como as cenas alternativas de nudez, não foram incluídas nesse lançamento mas apareceram na versão Blu-ray do Reino Unido lançada pela Odeon Entertainment em junho de 2011. O Blu-ray utiliza o mesmo vídeo de alta definição, transferido do DVD de 2007 da MGM e estava completamente sem cortes. Em 2013, Scream Factory incluiu o filme como conteúdo do Blu-ray de Vincent Price lançado no inverno de 2013.